# Yamashita Ryo
Ryo Yamashita (sinh ngày 23 tháng 8 năm 1999) là một cầu thủ bóng đá người Nhật Bản.

## Sự nghiệp câu lạc bộ
Ryo Yamashita đã từng chơi cho Gamba Osaka.